# Bohuniciana
La Bohuniciana è una cultura europea della fine del paleolitico superiore, il cui nome deriva dalla città ceca di Bohunice nella Boemia Meridionale, dove sono stati individuati i principali reperti.

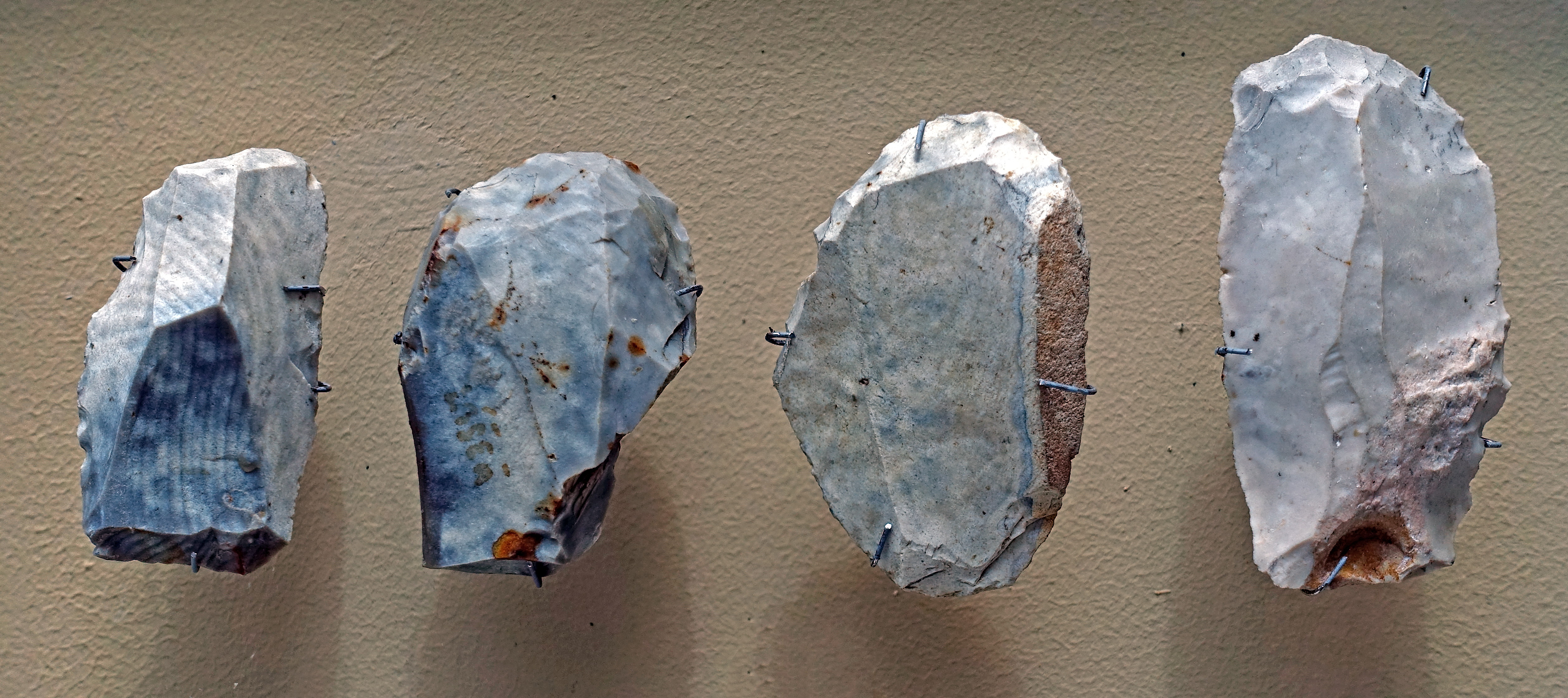
Manufatti litici esposti nel Museo della Moravia,Brno, Repubblica Ceca

## Descrizione
L'industria bohuniciana era un'industria archeologica paleolitica nell'Europa centro-meridionale e orientale. I manufatti attribuiti a questa cultura sono datati tra circa 48.000 e 40.000 anni fa, e sono stati rinvenuti nei siti tipo di Brno-Bohunice, Stránská skála in Moravia, nella grotta di Bacho Kiro e la grotta di Temnata in Bulgaria, Dzierzysław in Polonia e altri ancora.
Il Bohuniciano è una cultura "di transizione" tra il Musteriano e l'Aurignaziano, e quindi potrebbe rappresentare la prima ondata di esseri umani anatomicamente moderni (EEMH) in Europa. La sua tecnologia assomiglia alla tecnica musteriana levallois, così come le contemporanee culture della Slesia in Polonia e dell'Uluzziano in Italia.
I due strumenti principali della cultura bohuniciana erano la punta e il raschietto, utilizzati principalmente per raschiare le pelli nel processo di lavorazione del cuoio e per levigare il legno per aste di lancia e altri utensili in legno.